# Hedyotis pruinosa
Hedyotis pruinosa là một loài thực vật có hoa trong họ Thiến thảo. Loài này được Wight & Arn. mô tả khoa học đầu tiên năm 1834.